# Пеллью, Чарльз Эрнест, 7-й виконт Эксмут
Чарльз Эрнест Пеллью, 7-й виконт Эксмут (англ. Charles Ernest Pellew, 7th Viscount Exmouth; 11 марта 1863 — 7 июня 1945) — британский пэр, профессор химии и натурализованный гражданин США, который унаследовал титул виконта Эксмута в возрасте 59 лет от своего отца и носил этот титул в течение 22 лет до своей смерти.

## Рождение и карьера
Чарльз Пеллью родился 11 марта 1863 года в Лондоне . Второй сын Генри Пеллью, 6-го виконта Эксмута (1828—1923). Его матерью была Элиза Джей (1823—1869), дочь судьи из Нью-Йорка Уильяма Джея. Его мачехой была Августа Джей (1833—1917) — сестра его матери. Его старший брат — писатель Джордж Пеллью (1859—1892). Семья приехала в США в 1873 году, и Чарльз Пеллью, будучи несовершеннолетним на момент натурализации своего отца в 1877 году, автоматически стал гражданином США по достижении 21 года. Он женился первым браком на Маргарет Чендлер (? — 3 мая 1922), дочери доктора Чарльза Чендлера, декана Колумбийского колледжа, 29 апреля 1886 года в церкви Святого Фомы в Нью-Йорке. 18 февраля 1892 года его старший брат Джордж Пеллью умер от сотрясения мозга, когда упал с пролета каменной лестницы во время прогулки в Нью-Йорке. Воспаление глаз временно привело к его частичной слепоте.
Чарльз Пеллью окончил Колумбийский горный колледж в 1884 году. С 1886 по 1897 год он был профессором в Колледже врачей и хирургов. Его назначение на эту должность его тестем, доктором Чарльзом Чендлером, который был деканом Горного колледжа, не обошлось без некоторых споров . В тот же период времени он стал президентом промышленной фермы Беркшира в Канаан-Фор-Корнерс, штат Нью-Йорк, но он ушел с этой должности вскоре после того, как был назначен профессором химии в Колумбийском колледже, где он оставался до 1911 года . Его отец ранее был президентом фермы.
Помимо того, что он был профессором в Колумбийском колледже, Пеллью написал по крайней мере одну книгу по химии, и он часто выступал с лекциями по многим темам, включая алкоголизм, красители и крашение тканей, а также химию. Он был президентом Нью-Йоркского общества ремесленников в Художественном центре в Нью-Йорке, а его профессиональные членства включали Американскую федерацию искусств, а также Американское химическое общество. Он был членом Нью-Йоркской академии наук . Когда доктор Чандлер, его тесть, ушел с поста председателя химического факультета Колумбийского колледжа, Пеллью, вместе с остальными преподавателями факультета в качестве формальности, также ушел в отставку. Однако Пелью был удивлен, когда его отставка была принята. Затем он стал химиком-консультантом. Пеллью консультировал по проектам в течение многих лет.

## Пэрство
Когда Генри Пеллью, отец Чарльза, унаследовал титул виконта от 5-го виконта Эксмута 17 августа 1922 года в возрасте 94 лет, Генри попытался помешать себе стать пэром. Британское посольство в Вашингтоне сообщило ему, что независимо от того, поедет ли он когда-либо в Лондон и будет ли заседать в Палате лордов, титулы принадлежат ему. Его отец также узнал, что он не может напрямую передать титулы своему сыну Чарльзу.
Из-за преклонного возраста отца Чарльз Пеллью был тем человеком, который отправился в Британию, чтобы урегулировать дела 5-го виконта Эксмута. Его отец, Генри Пеллью, умер 4 февраля 1923 года, менее чем через шесть месяцев после унаследования титула виконта Эксмута. Чарльз Пеллью, будучи единственным выжившим сыном Генри Пеллью, затем стал 7-м виконтом Эксмута.
Жена Чарльза Пелью умерла от пневмонии в мае 1922 года. 12 мая 1923 года он женился вторым браком в часовне Святого Амвросия собора Святого Иоанна Богослова в Нью-Йорке вторым браком на Мейбл Грей (? — 28 марта 1948), дочери Ричарда Грея.
Пара отплыла в Великобританию в августе 1923 года, чтобы Чарльз Пеллью мог претендовать на свое место в Палате лордов. По прибытии в Великобританию он уведомил британские власти о своем намерении снова стать британским подданным и занять свое место в Палате лордов. В новостных сообщениях 1923 года говорилось, что ему необходимо прожить в Великобритании в течение пяти лет, чтобы стать британским подданным, прежде чем он сможет занять свое место вместе с остальными лордами; однако только в 1931 году он, наконец, смог заседать в этой палате.
Достопочтенная Энн Пеллью (род. 13 апреля 1889), единственный ребенок Чарльза и Маргарет Пеллью, умерла в Париже, Франция, 11 января 1928 года.
У Чарльза Пеллью не было детей от его второй жены. Когда он умер 7 июня 1945 года в Хайндхеде, Суррей, Англия, ему было 82 года. Он был похоронен в семейном склепе в приходской церкви Святого Джеймса в Кристоу, Девон, Англия.
После его смерти титул виконта Эксмута перешел к его двоюродному брату, 77-летнему Эдварду Пеллью (1868—1951), проживавшему в По, Франция.

## Военная служба
Чарльз Пеллью служил на действительной службе в армии США, а затем в Национальной гвардии Нью-Йорка. В мае 1898 года Чарльз Пеллью поступил на службу сержантом в отряд А, Добровольческой кавалерии Нью-Йорка, и был призван в это подразделение 20 мая 1898 года. Он отправился с этим подразделением в Фоллс-Черч, штат Вирджиния, где был уволен в июне 1898 года, чтобы принять назначение на должность первого лейтенанта в Корпус связи армии США. Затем Пеллью был отправлен в Тампу, штат Флорида, где он был назначен в 15-ю роту, Корпус связи, Добровольцев США для прохождения службы. Одной из его обязанностей была помощь в проведении экспериментов с использованием наблюдательных шаров. Затем 1 августа 1898 года он был назначен капитаном , переведен в лагерь Уикофф в Монток-Пойнт, Лонг-Айленд, штат Нью-Йорк, и с почестями уволен со службы в сентябре 1898 года . Позднее он служил в составе 12-го пехотного полка Нью-Йорка в 1915—1916 годах.

## Государственная служба
Чарльз Пеллью входил в совет управляющих Burnham Industrial Farm, позже названной Berkshire Industrial Farm, которая была учреждением, посвященным исправлению мальчиков в возрасте от восьми до шестнадцати лет, которые имели тенденцию к преступной жизни. Школа обеспечивала строгую дисциплину и работу, чтобы побудить их вести более продуктивную жизнь.
Чарльз Пеллью служил в Комитете по содействию сельскому хозяйству, помогая найти место для новой сельскохозяйственной школы в районе Нью-Йорка. Комитет выбрал ферму Брайарклифф, на 67 акрах земли, в 27 милях от Нью-Йорка около Синг-Синга. Позже это стало Школой практического сельского хозяйства, которая переехала на 415 акров земли около Покипси, Нью-Йорк. Пеллью остался в новой организации в качестве попечителя.
Чарльз Пеллью был одним из основателей и директором Arts Center, Inc., который объединил семь организаций для продвижения искусства и обеспечения его доступности для всех.
В мае 1921 года Чарльз Пеллью помог организовать Гильдию ремесленников Вашингтона (округ Колумбия), а также оказал содействие в предоставлении произведений искусства для первой выставки Гильдии в мае 1922 года.
Автор ряда публикаций, патентов и лекций.